# Domašinec
Domašinec je vesnice a opčina v Chorvatsku v Mezimuřské župě. V roce 2001 zde žilo 2 459 obyvatel. Opčina sousedí s Maďarskem.

## Části opčiny
- Domašinec – 1 871 obyvatel
- Turčišće – 588 obyvatel